# Ваздухопловна база Малмстром
Ваздухопловна база Малмстром (енгл. Malmstrom Air Force Base) насељено је место без административног статуса у америчкој савезној држави Монтана.

## Демографија
По попису из 2010. године број становника је 3.472, што је 1.072 (-23,6%) становника мање него 2000. године.
| Група             | 2000.         | 2010.         |
| Белци             | 3.611 (79,5%) | 2.520 (72,6%) |
| Афроамериканци    | 299 (6,6%)    | 315 (9,1%)    |
| Азијати           | 106 (2,3%)    | 63 (1,8%)     |
| Хиспаноамериканци | 356 (7,8%)    | 381 (11,0%)   |
| Укупно            | 4.544         | 3.472         |